# چورگو
چورگو (به مجاری:  Csurgó) یک منطقهٔ مسکونی در مجارستان است که در ناحیه چورگو واقع شده‌است. چورگو ۵۹٫۶ کیلومتر مربع مساحت و ۴٬۸۰۶ نفر جمعیت دارد.